# Quo vadis. Miecz miłości
Quo vadis. Miecz miłości – polsko-indyjski animowany film historyczny z 2024 roku w reżyserii Sunankana Roya i Aniry Wojan na podstawie powieści Quo vadis Henryka Sienkiewicza. Siódma ekranizacja Quo vadis i pierwsza wykonana w formie animacji. Produkcja została objęta honorowym patronatem Ministerstwa Edukacji Narodowej oraz Ministerstwa Kultury i Dziedzictwa Narodowego, które dofinansowały jego promocję w mediach, jak i bezpłatne pokazy kinowe dla części szkół. Film powstał z racji 120. rocznicy przyznania Henrykowi Sienkiewiczowi Literackiej Nagrody Nobla.

## Fabuła
W 63 roku do Rzymu wraca z wojny młody patrycjusz i trybun wojskowy Marek Winicjusz. Zakochuje się w lugijskiej niewolnicy Ligii, która żyje wartościami wczesnego chrześcijaństwa. O pomoc w zdobyciu dziewczyny Winicjusz prosi wuja Petroniusza, wpływowego doradcę cesarza rzymskiego Nerona. W wyniku planu Petroniusza, Neron nakazuje sprowadzić Ligię na dwór cesarski jako nagrodę dla Winicjusza za zasługi wojenne. Z pomocą swego sługi Ursusa Ligia ucieka z pałacu Nerona i przyłącza się do chrześcijańskiej wspólnoty. W jej odnalezieniu Winicjuszowi i Petroniuszowi pomaga grecki filozof i awanturnik Chilon. Tymczasem w Rzymie wybucha pożar wywołany przez dowódcę pretorian Tygellinusa z rozkazu Nerona. Sam Neron, w ramach politycznej rozgrywki, winą obarcza chrześcijan.

## Obsada głosowa
- Mateusz Weber – Marek Winicjusz
- Elżbieta Ruman – Ligia
- Michał Milowicz – Petroniusz
- Michał Koterski – cesarz Neron
- Małgorzata Kożuchowska – Eunice
- Jarosław Boberek – Chilon
- Stefan Knothe – Aulus Plaucjusz
  - Leon Kubiak – młody Aulus
- Katarzyna Kozak – Pomponia Grecyna
- Sobota – Ursus
- Tomasz Szczepanik – Sporus
- Michał Konarski – Tygellinus
- Ewa Prus – Poppea
- Andrzej Chudy – Piotr Apostoł
- Maciej Kosmala –
  - Paweł Apostoł,
  - Expeditus,
  - Faon
- Konstancja Dangel – Akte
- James Malcolm – ambasador Indii
- Jakub Szyperski – Pitagoras
- Karol Kwiatkowski – Nazarius
- Filip Wałcerz – Kryspus
- Wojciech Żołądkowicz – Hasto
- Maciej Maciejewski – Kroto
- Otar Saralidze – Kriksos

Opracowano na podstawie materiału źródłowego: 

## Produkcja
Produkcja filmu rozpoczęła w 2014 roku. Głównym producentem była platforma streamingowa Polonico TV. Pomysłodawczynią filmu była Anira Wojan, dyrektorka generalna Polonico TV, z zamiarem przekazania powieści Quo vadis Henryka Sienkiewicza i jej przesłania nowemu pokoleniu: „To było bardzo trudne, karkołomne dziesięć lat zbierania pieniędzy, walenia głową w mur, chodzenia po ludziach, przyjmowania razów i słuchania śmiechów innych osób do ostatniej chwili, ale ostatecznie wszystko się zmaterializowało” – powiedziała Wojan reporterowi Radia Watykańskiego. Produkcja została złagodzona względem powieści, by można było ją obejrzeć od 10. roku życia.
Początkowo miała być to wyłącznie polska produkcja w sporej mierze finansowana społecznie przez darczyńców w formie zbiórki internetowej. Pomysłodawcy chcieli zebrać w ten sposób 100 tys. zł. Po kilku miesiącach jej trwania uzbierana na ten cel kwota zatrzymała się w okolicach 6 tys. zł i więcej środków przestało przybywać. Po roku zmagań przy tworzeniu filmu jego polscy pomysłodawcy zaczęli szukać zewnętrznych współpracowników. Za realizację animacji odpowiadały indyjskie studio animacji Ssoftoons i indyjskie studio Roy Holdings. Reżyserem animacji był indyjski animator Sukankan Roy, partner biznesowy i przyjaciel Wojan: „W dzisiejszym świecie pozbawionym wartości, treści i refleksji, dobry, duży temat, który zadaje pytanie dokąd zmierzasz, jest każdemu człowiekowi potrzebny. Sztuka upodabnia nas bowiem do Stwórcy” – wskazała Wojan. Indie zostały wybrane ze względu na trudności finansowe, które w Europie były w dużej mierze zależne od źródeł publicznych. „Bez finansowania ze strony instytucji publicznych udało nam się ukończyć ten film. Współpraca z Indiami była pod każdym względem wyjątkowa. Stworzyliśmy unikalny system pracy w międzynarodowym zespole ludzi, dzięki czemu mogliśmy pracować praktycznie na okrągło przez ostatnie 12 miesięcy” – powiedziała dla Vatican News Anira Wojan. Film nie korzystał również z dotacji Polskiego Instytutu Sztuki Filmowej. Quo vadis. Miecz miłości był pierwszą oficjalną koprodukcja polsko-indyjską. Stało się tak w 2023 roku za sprawą ministra kultury i dziedzictwa narodowego Bartłomieja Sienkiewicza, prywatnie prawnuka Henryka Sienkiewicza. Twórcom udało się tym samym spełnić wymogi umowy międzynarodowej sprzed 10 lat.
Wojan i Roy z entuzjazmem podkreślali tworzenie klasycznej europejskiej powieści w różnym kulturowo zespole:

Jako zapalony czytelnik, mimo tego, że mieszkałem w Kalkucie, poznałem dzieło Sienkiewicza. Wzniosłe przedstawienie niuansów starożytnego społeczeństwa rzymskiego i głębokiej subtelności chrześcijaństwa w tym filmie było możliwe tylko dzięki Anirze i... Biblii u naszego boku. Myślę też, że ten film wzmocnił więzi kulturowe między Indiami a Polską.

Animacja do filmu powstała na silniku Unreal Engine. Jak podkreślała Anira Wojan, twórcy zdecydowali się na wykorzystanie tej technologii, chcąc dotrzeć do jak największej liczby młodych odbiorców. Twórcy utrzymywali, że tworzą nowy rodzaj animacji, będący „mieszkanką gier, klasycznego filmu i realizmu w stylu VR na ekranie kinowym”. Jak powiedziała Wojan, nawet amerykańska wytwórnia filmowa Pixar nie jest już dla nich konkurencją, ale sztuczna inteligencja. Dyrektorka generalna Mobi Pictures UK Oliwia Kossakowska została mianowana dyrektorką artystyczną i kreatywną, by opracować język filmowy do animacji Wojan i Roya. Dyrektorka operacyjna Ssoftoons Hansa Mondal wspomniała, że studio miała mniej niż rok na ukończenie projektu, jednak dzięki wytrwałości ekipy udało się tego dokonać.
Nowojorskie studio dźwiękowe New York Dub i reżyser dźwięku Sam Tuna odpowiadali za wersję anglojęzyczną. Za muzykę odpowiadał francuski kompozytor Fabien Garosi, który zainspirował się amerykańskimi filmami historycznymi dziejącej w starożytności, takimi jak Spartakus (1960), Ben-Hur (1959) i Kleopatra (1963). Piosenki do filmu nagrali amerykański raper Afu-Ra, zespół Pectus, raper Sobota, Neil Mukherjee, Marcin i Lidia Pospieszalscy oraz duet The Dziemians. Utwór do filmu pod tytułem „Moc nieba” skomponował kompozytor i wokalista Darek Malejonek. Marcin Pospieszalski opracował utwór „Agnus Dei”, towarzyszący scenie męczeństwa chrześcijan. Początkowo opierał się propozycji twórców, nie wiedząc, czy istnieje odpowiednia muzyka, która oddałaby sprawiedliwość owej scenie. Dał się przekonać po otrzymaniu scenorysów, które go wzruszyły. Piosenkę „Miecz miłości” skomponowali Marcin Nierubiec i wokalista Pectusa – Tomasz Szczepanik, który wykonał również do niej wokal. Tekst do piosenki stworzyli raper Gorzki i Joanna Chałat.
Film został objęty patronatem honorowym przez polskie Ministerstwo Edukacji Narodowej i Ministerstwo Kultury i Dziedzictwa Narodowego oraz indyjskie Ministerstwo Mediów Indii. Patronat medialny sprawowali tygodnik Głos Nauczycielski i Związek Nauczycielstwa Polskiego.

## Promocja
Quo vadis. Miecz miłości miał uczcić 120. rocznicę przyznania Henrykowi Sienkiewiczowi Nagrody Nobla. Był także próbą nowoczesnej przybliżenie literackiego pierwowzoru młodszym pokoleniom: „Projekt przyczyni się do popularyzacji powieści »Quo vadis« – jednego z najważniejszych dzieł literatury polskiej, które znajduje się na liście lektur. Przedsięwzięcie będzie służyło także rozbudzeniu zainteresowań kultura narodową wśród młodych ludzi” – informowało Polonico TV. Film na swej oficjalnej stronie był promowany jako „najważniejszy film roku”.
Twórcy na stronie promocyjnej zachęcali internautów do wsparcia finansowego oferując w zamian m.in. egzemplarz autorski scenariusza w formie ebook z dedykacją, 4 bilety VOD na pokaz przedpremierowy z udziałem twórców, nazwisko w napisach filmowych w sekcji „Mecenas Kultury” i „Koproducent”, zaproszenie VIP na premierę filmu i umowę koproducenta z prawami do filmu.
Fundacja Kossakowskiego, partner koprodukcyjny filmu, ogłosiła konkurs artystyczny przeznaczony dla uczniów szkół podstawowych i ponadpodstawowych w Polsce polegający na przedstawieniu dowolnej pracy plastycznej, literackiej, muzycznej lub filmowej inspirowanej oryginalną powieścią. Wedle organizatora „celem konkursu jest krzewienie wiedzy o najsłynniejszej polskiej powieści QUO VADIS, tłumaczonej na 60 języków świata”. Dla laureatów przewidziano 160 nagród indywidualnych w szesnastu kuratoriach oświaty, w postaci egzemplarzy Quo vadis z limitowanej edycji ilustrowanej zdjęciami filmu i autografami aktorów i piosenkarzy biorących udział w realizacji filmu, oraz szesnaście bezpłatnych seansów Quo vadis. Miecza miłości z udziałem reżyserki i producentki filmu Aniry Wojan, w dowolnie wybranym kinie. Do konkursu zakwalifikowano 178 prac z 79 szkół w czterech kategoriach: literatura, plastyka, muzyka, video. 15 listopada 2024 roku jury konkursu dokonało wyłonienia laureatów konkursu.
1 czerwca 2024 roku w serwisie Vimeo opublikowano zwiastun wykonany w dwóch wersjach językowych – polskiej i angielskiej. 23 czerwca tego samego roku na tym samym serwisie pojawił się zwiastun nagrany w języku włoskim. 26 czerwca 2024 roku w serwisie X prócz zwiastuna w polskiej wersji językowej opublikowano serię plakatów promocyjnych. 11 września w serwisie YouTube opublikowano finałowy zwiastun.
Zaplanowana została również gra komputerowa na podstawie filmu. Za jej produkcję opowiada amerykańska firma gamingowa True Play, a jej premiera ma się odbyć pod koniec 2025 roku.
Film promowano singlem „Do miłości” autorstwa Soboty oraz teledyskiem do piosenki „Miecz miłości”.

## Wydanie
Uroczysta premiera kinowa Quo vadis. Miecza miłości odbyła się 25 października 2024 roku w kinie Kultura w Warszawie. Wśród gości znaleźli się metropolita warszawski kard. Kazimierz Nycz, minister sprawiedliwości Adam Bodnar, prezenterka telewizyjna Anna Popek oraz modelka i aktorka Helena Norowicz. Tego samego dnia zwiastun filmu opublikowano na targach MIPCOM w Cannes.
4 grudnia odbyła się premiera w Muzeum Henryka Sienkiewicza w Oblęgorku z udziałem kustosza muzeum Łukasza Wojtczaka prowadzącego wykład dla zaproszonych szkół oraz w pakiecie subskrybowanym przez 180 dni bez ograniczeń na platformie streamingowej Katoflix.
Premiera telewizyjna produkcji odbyła się w Wielką Sobotę 19 kwietnia 2025 roku na antenie TV Republika.

## Odbiór
Wraz z wypuszczeniem zapowiedzi filmu w postaci zwiastunów i plakatu Quo vadis. Miecz miłości jeszcze przed premierą spotkał z powszechną krytyką. Większość komentujących skupiła się na niskiej jakości animacji, wykonanej tanim kosztem porównując je do gier z czasów pierwszego i drugiego PlayStation. Pojawiły się też porównania do francuskiego komiksu komediowego Asteriks. Niektórzy skrytykowali fakt, że produkcję promowano z pieniędzy publicznych.
Film okazał się porażką finansową. W weekend otwarcia frekwencja sięgnęła 1457 osób.
Quo vadis. Miecz miłości po premierze spotkał z negatywnym odbiorem krytycznym. Marta Górna z „Gazety Wyborczej” w swojej negatywnej recenzji uznała, że twórcy filmu „torturują wszystkich, niezależnie od światopoglądu, wyznania i filozofii życiowej”. Magda Walma z portalu Gazeta.pl w swojej recenzji określiła film jako „festiwal żenady” i szczególnie skrytykowała podobieństwa do poprzedniej ekranizacji powieści z 2001 roku, jak i niski poziom animacji: „To, co trafiło na ekran, jest gorsze od króciutkich animacji z gier komputerowych przed 2000 rokiem. To poziom może nie pierwszego, ale drugiego »Baldur’s Gate« – i jeśli ponad 20 lat temu byłby to naprawdę duży komplement, tak dzisiaj nikt, żaden nastolatek nie zaakceptuje tego, co pokazano na ekranie”. Ubolewała także nad tym, że hinduski zespół animatorów, który włożył swoją pracę w serce, zmarnował ją na słabej jakości produkcję. Stwierdziła, że film ratuje obsada głosowa.
Przemek Romanowski z portalu Wirtualna Polska stwierdził, że trudno wymyślić gorszą karę dla uczniów szkół podstawowych i ponadpodstawowych niż seans filmu w ramach wycieczki szkolnej i jedyną faktyczną korzyścią jest docenienie Quo vadis (2001): „Podobnie, jak w przypadku »Wiedźmina«, nowa produkcja sprawia, że może ciut bardziej docenimy starsze, swego czasu wyśmiewane, filmy. W przypadku »Quo vadis«, obejrzenie nawet całego serialu Jerzego Kawalerowicza (czas trwania ok. 4 godzin) jest dużo łatwiejsze niż kwadrans z animowaną wersją”.